# 아이티
아이티 공화국(프랑스어: République d'Haïti 레퓌블리크 다이티[*], 아이티어: Repiblik d Ayiti 레피블리크 드 아이티, 영어: Republic of Haiti), 약칭 아이티(프랑스어: Haïti 아이티[*], 아이티어: Ayiti 아이티, 문화어: 아이띠)는 북아메리카 카리브 해의 섬나라이며, 수도는 포르토프랭스이고, 쓰는 언어는 프랑스어와 아이티어이다. 국명 아이티는 '높은 산들의 나라'를 뜻하는 타이노족의 말인 Haiti(Hayti)에서 유래되었다.

## 개요
카리브해 히스파니올라섬의 서쪽 부분에 있는 국가이다. 현재는 일부 국가와 유엔 평화유지군의 지원을 받고 있는 상태이다. 수도는 포르토프랭스이다. 공용어는 아이티어와 프랑스어로 특히, 아이티어는 이 나라의 국어이자 주요 언어이다. 또한 빈곤을 벗어나기 위해서 미국, 도미니카 공화국, 캐나다로 이주하는 주민도 적지는 않다. 독재 정권도 있었으며, 한때 미국에 점령당한 바가 있다.

## 위치
서쪽은 카리브해를 마주하며, 동쪽은 도미니카 공화국이 위치하고 있다. 아이티는 세계 최빈국이다.

## 역사
1492년 크리스토퍼 콜럼버스가 히스파니올라섬을 발견한 이래, 섬의 원주민이었던 타이노 족과 아라와칸 족 등 토착민들이 학살과 질병으로 인해 몰살당하자, 아프리카에서 흑인노예들을 데려와 일하게 하였으며, 이들이 현 아이티 인들의 선조이다. 토착민들은 흔적도 없이 사라졌다.

### 독립 투쟁

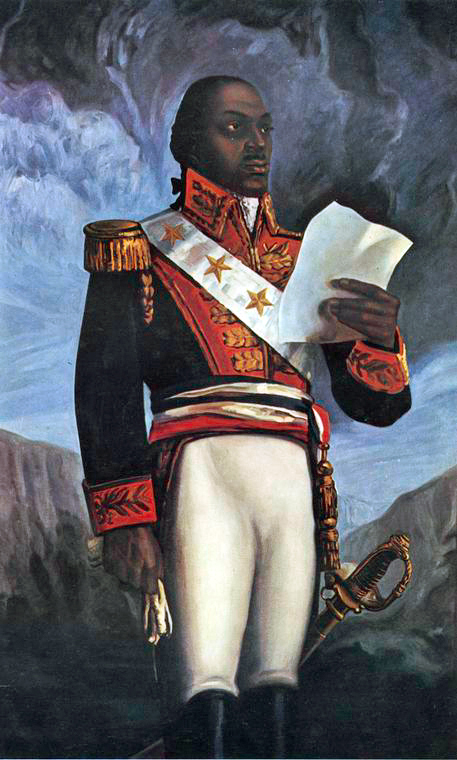
투생 루베르튀르 (1743~1803)

처음에 스페인의 식민지 산토도밍고 도독령의 일부였으나, 스페인이 섬 서부를 황폐화시킨 오소리오의 황폐화 사건을 통해 인구가 줄어든 틈을 타서 나중에 프랑스가 차지하였다. 섬의 서쪽을 프랑스가 1659년 이후 서서히 점령했지만, 쇠퇴의 일로를 걸었던 스페인은 그것을 막을 여력이 없었고, 1697년의 《레이스베이크 조약》으로 섬의 서쪽 3분의 1은 프랑스령이 되었다. 이 부분이 현재 아이티 국토의 출발점이 되었다. 프랑스는 이곳을 프랑스령 생도맹그(Saint - Domingue)라고 불렀다.
프랑스 혁명(1789년)과 프랑스 인권 선언에 고무된 생도맹그의 유색인종과 흑인은 억눌린 자유와 시민들을 위해 싸우기 시작했다. 1791년 8월 22일 아프리카계 다수민족들이 시작한 혁명은 가장 중요한 것이었다. 투생 루베르튀르, 장자크 드살린, 앙리 크리스토프 등이 이끄는 흑인 반군은 백인 지주를 처형한 뒤 프랑스에 선전 포고를 했다.
영국과 스페인이 이 지역을 점령하기 위해 파견한 군대를 격퇴하고, 생도맹그 전역을 장악했다. 1792년 프랑스 정부는 소요를 잠재우기 위해 세 명의 판무관을 군대와 함께 파견했다. 그들은 더 많은 자유를 원하는 유색 자유민들과 동맹을 다지기 시작했다. 1793년 프랑스와 영국은 전쟁상태로 돌입하여, 영국군이 생도맹그를 침공하였다. 1793년 8월에 산도밍고의 저항군은 영국함대를 격퇴시켰다.
1793년 1월 21일 루이 16세의 처형으로 식민지에도 긴장이 높아졌다. 유색인종과 흑인 노예들과 동맹을 맺기 위해 프랑스인 판무관 송토나와 폴베렐은 본국의 의회에 승인을 받지도 않고, 식민지에서 노예제도 폐지를 선언했다. 6개월 후 로베스피에르와 자코뱅당이 이끄는 국민 공회는 노예제도 폐지안을 승인하고, 1794년 2월 4일 이를 프랑스 전 식민지로 확대했다.
볼테르 등의 영향을 받은 혁명가 투생 루베르튀르는 노예이자, 노예반란의 지도자로 내외부의 적들과 몇 년을 싸운 후 1794년 평화를 쟁취하였다. 투생 루베르튀르는 잘 훈련된 유연한 군대를 이끌고, 식민지를 침범하려는 스페인군과 영국군을 모두 물리쳤다. 그는 침략자들을 초대한다든가, 또는 플랜테이션에서 일하는 노예들을 해방하라고 주장하는 등 대담한 조치로 안정과 영토회복을 꾀하였다. 그는 또한 영국과 미국과의 무역 계약을 갱신하기도 했다.
쿠데타로 집권한 프랑스 제1공화국의 통령 나폴레옹은 1801년 11월에 3만명의 아이티 원정대를 통해 식민지 재탈환과 노예제 부활을 시도하였다. 아이티 인들은 프랑스의 침공을 물리쳤으며 1804년 1월 1일 정식으로 독립하였다. 이로써 최초의 흑인 공화국이 탄생하였고 아메리카 대륙에서 미국 다음으로 두 번째로 독립하였으며, 노예제 폐지를 법령화한 최초의 북아메리카 국가가 되었다.

### 미국 점령
세계 최초로 흑인노예들에 의해 주도된 민중혁명과 헌법에 의해 수립된 흑인 공화국이지만 제1차 세계 대전을 틈타 침공해 온 미국에 의해 1915년 ~ 1934년까지 점령된 바가 있었다.
1870년대 말 이후 여전히 분열과 반란은 계속되었지만, 아이티는 근대화의 길을 걷기 시작했으며, 설탕 무역 등 경제가 발전하기 시작했다. 그러나 프랑스에 배상금은 갚을 엄두도 내지 못했고, 근대화를 위한 빚도 계속 늘어나 아이티의 재정을 압박했다. 또한 독일의 간섭과 아이티 점령, 식민지화의 시도도 반복 되었기 때문에, 카리브를 뒤뜰로 간주하는 미국의 경계를 불렀고, 1915년, 미국은 채무 상환을 구실로 해병대를 아이티에 보내 점령을 시도하였다. 샤르루마 뉴 페라루토 장군이 해병대와 싸웠지만, 패배했고 수십 만 명의 아이티인이 쿠바와 도미니카 공화국에 망명했다. 미군은 1934년까지 군정을 계속하여 그동안 미국을 모델로 한 헌법의 도입, 분열을 되풀이하지 않기 위한 권력과 산업 자본의 집중, 군대의 훈련을 했지만, 이것은 현재에 따르는 지역 쇠퇴와 이후 군사 독재를 부른 군부의 강화 등 부정적인 측면도 남겼다. 또한 아이티의 대외 재정은 1947년까지 미국이 계속 관리하였다.
1934년 세계 공황의 영향과 니카라과의 산디노 군에 고전을 하자, 루즈벨트 대통령의 선린 외교 정책으로 인해 아이티에서도 해병대가 철수하게 되었다. 미국 점령 이후 몇 명의 뮬라토 대통령이 공화제 하에 교체되었지만, 경제적 어려움은 계속되었고, 1946년에는 쿠데타가 발생하여 듀마르세 에스티메가 오랜만에 흑인 대통령이 되었다.
사회 보장 및 노동 정책의 개선, 다수파 흑인의 정치적 자유 확대 등 다양한 진보적인 개혁을 시도했지만, 개혁은 뮬라토와 흑인과의 충돌 등 국내 혼란을 초래했다. 1950년 에스티메는 헌법을 개정하여 재선을 시도하였기 때문에, 뮬라토 층과 흑인 엘리트들에 의한 쿠데타로 흑인 엘리트 군인이었던 폴 마그로워에 의한 군사 정권이 탄생했다. 그의 시대, 경제는 커피와 미국에서 관광 등 경제에서 한때 호황을 누렸지만, 또 다시 재선을 시도한 것을 계기로 전국에서 총파업이 일어나 혼란을 겪은 가운데 1956년 말 쿠데타로 전복되었다.

### 뒤발리에 독재 정권
1957년 쿠데타로 탄생한 군사 독재 정권하에서 민정 이양과 대통령 선출을 놓고 총파업과 쿠데타가 반복되는 정치 혼란, 9월에 열린 총선을 계기로 흑인 다수파를 대표하는 의사이자, 포퓰리스트 정치인으로 프랑수아 뒤발리에가 대통령에 취임했다. 그는 복지와 보건 관련 작업을 했으며, 흑인 진보주의자로 간주되어 "파파 독"이라고 사랑받았지만, 다음 1958년부터 갑자기 독재자로 돌아서면서 경찰과 국가 재정 등을 사유화시켜, 현대에서도 보기 드문 최악의 군사 독재 체제를 탄생시켰다.
뒤발리에는 계엄령을 발동하여 언론과 반대파를 탄압하고, 비밀 경찰 통통 마쿠트를 발족시켜 많은 국민들을 체포하고, 고문하며, 살해했다. 1971년에 뒤발리에가 사망하자, 아들 장 클로드 뒤발리에("베이비 독")가 뒤를 이었다. 국가 재정이 파탄나면서, 쿠데타로 뒤발리에가 축출되는 1986년까지 장기에 걸쳐 뒤발리에 부자 주도 아래 통통 마쿠트가 암약하는 암흑 시대가 계속되었다.

### 쿠데타와 민주화

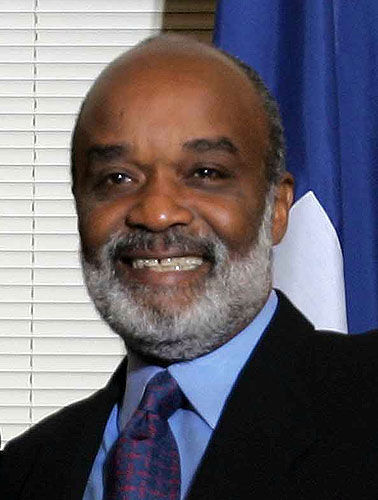
르네 프레발 전 대통령

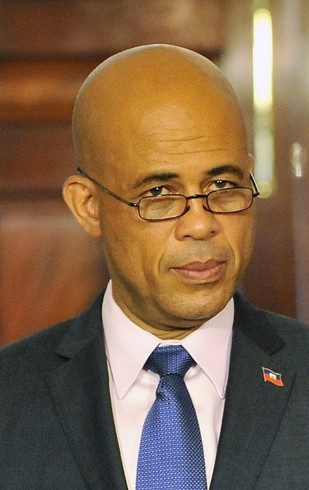
미셀 마르텔리 현 대통령

장 클로드 뒤발리에가 축출당하고 망명하자, 앙리 낭피 중장이 권력을 잡았다. 낭피는 비밀 경찰 제도를 해체시키려 하였으나, 실패하고 말았다. 1987년 3월 국민들에 의한 대통령과 법률의 선거를 규정하는 헌법이 채택되었다. 그러나 정부는 민간 선거인들에 의한 선거관리를 군부로 옮기려 하였다. 대통령 선거가 1987년 11월 29일에 치러질 예정이었으나, 투표장들에서 테러리스트들이 선거인들을 공격한 결과로 취소되었다.
1988년 1월에 새 선거가 실시되어 의회와 민간인 대통령을 뽑았으나, 6월 낭피는 정부를 무너뜨리고 자신을 군사 정권의 우두머리로 선언하였다. 9월에 아이티의 대통령 경호원 부대들은 낭피를 축출시켰다. 프로스페르 아브릴 중장이 대통령이 되어, 독재자로 정권을 잡았다.
1990년 3월 아브릴 대통령은 그의 통치에 반항하는 데모에 의하여 사임하였다. 12월 아이티 국민들은 장 베르트랑 아리스티드를 대통령으로 선출하였다. 1991년 민주적인 선거에 의해 선출된 좌파 아리스티드가 대통령에 취임했다. 그러나 1991년 9월 라울 세도라 장군의 군부 쿠데타로 아리스티드를 축출했고, 그는 해외로 망명하였다. 아리스티드 지지파인 《아이티의 진보와 발전을 위한 전선》은 많은 이들이 살해되었다. 그 조치로 미주 기구(OAS)는 아이티와 무역에 보이콧하였다. 그러자, 많은 아이티인들이 작은 보트를 타고 미국으로 탈출하려했다. 먼저, 미국 정부는 피난민의 대부분을 아이티로 돌려보냈다. 후에 피난민들은 쿠바의 관타나모 만에 있는 미군 기지로 보내졌다. 군사 정권은 유엔(국제 연합 아이티 미션)과 미국의 군사 작전, 경제 제재 등 압력, 또는 군사적 압력을 받고 정권을 반납하게 된다. 세도라 장군이 하야하고 아리스티드가 1994년 대통령에 복귀했다. 1996년, 아리스티드파인 르네 가르시아 프레발이 새로운 대통령이 되었다.

### 2000년 이후
2001년에는 아리스티드가 대통령에 재선되었다. 그의 지도력 아래 아이티는 경제적 어려움과 정치적 불안정을 겪어 4년 만에 쿠데타로 쫓겨난다. 그 후 아리스티드는 아프리카로 피난갔다. 다국적군으로 구성된 평화유지군이 다시 아이티에 도착하였고, 과도적 정부가 수립되었다.

#### 2004년 쿠데타
2004년에 몰아닥친 홍수와 열대성 폭풍 진(Tropical Storm Jeanne)에 의하여, 5,500명 이상의 사람들이 사망하거나 실종되었다. 2004년 2월 5일 《아이티 해방 재건 혁명 전선》이 북부의 마을 고나이브로에서 봉기 했다. 1994년 이후에 군의 해체가 진행되었기 때문에, 반정부 무장 세력에 대해 정부 측은 무력으로 충분한 저항을 할 수가 없었다. 2월 29일, 아리스티드 대통령이 사임하고, 이웃나라 도미니카 공화국으로 출국했다가 중앙아프리카 공화국에 망명했다. 아렉산드르 최고재판소 장관이 1987년의 헌법의 규정에 따라서 임시 대통령이 되었다. 아리스티드 전대통령은 중앙아프리카 공화국에 있어 프랑스군의 보호 하에 들어갔다. (이 사건에 대해서는 미국의 관여했다는 주장도 있다.)
삼자평의회는 즉시 지식인 회의를 시작하여 유엔 사무국에 있던 라트르츄를 수상으로 지명하여, 정부를 구성했다. 일련의 움직임에 대해 유엔은 임시 대통령 아렉산드르의 요청에 근거하여 다국적 임시군(MIF)의 현지 파견을 승인했고, 3월 1일에는 미군을 주력으로 아이티에 상륙했다. 4월 20일에는 〈안보리 결의안 1542호〉가 채택되어 MIF의 후속으로서 브라질 육군을 주력으로 하는 《국제연합 아이티 안정화 미션》(MINUSTAH)을 설립하고, 치안 회복 등을 시작하게 되었으며, 여러 차례 기간 연장으로 2011년에도 활동 중이다.

#### 2006년 재선거
2006년 아이티 국민들은 의회를 뽑았고, 2월에 대통령 선거를 통해 르네 프레발이 51%의 득표율로 당선하였고, 5월에 대통령으로 취임했다. 프레발은 가난한 아이티인들을 후원하는 희망당의 당원이었다.

#### 2008년 폭동
2008년 포르토프랭스와 레카이에서 식품 가격의 인상을 항의하는 폭동이 일어났다. 그 결과, 의회는 자크-에두아르 알렉시 총리를 면직시키는 투표를 하였고, 9월 미셸 피에르-루이가 아이티의 두 번째 총리로 선출되었다. 그해에 몰아닥친 열대석 폭풍과 허리케인에 의하여, 수백명의 국민과 수천명의 노숙자들이 사망하였다. 고네이브(Gonaives)가 크게 파괴되었고, 아이티의 농업은 큰 타격을 입고 말았다.

#### 2010년 대지진
2010년 아이티 지진은 2010년 1월 13일 한국시각 오전 6시 53분 9초, 1월 12일 현지 시각 오후 4시 53분 9초에 아이티에서 발생한 지진이다. 아이티의 수도인 포르토프랭스 인근 지표면으로부터 13 킬로미터 깊이에서 발생했다.
이 지진으로 아이티 대통령궁(르네 프레발 아이티 대통령은 무사했다.)과 국회 의사당을 포함한 포르토프랭스의 주요 건물들이 붕괴했거나 손상됐으며, 감옥, 공항, 병원과 같은 시설도 폐쇄됐다. 그리고, 포르토프랭스의 교도소가 무너져 약 4000명에 이르는 수감자가 탈출했다. 국제 적십자 위원회는 이번 지진으로 인해 피해를 입은 인구가 아이티 전체 인구의 1/3인 300만 명에 이를 것으로 추산한 바 있었다. 실제 사망자는 22만 명이 넘었으며 부상자 수는 30만 명에 달하였다. 지진의 원인은 아이티를 지나는 엔리퀼로-플렌테인 가든 단층(en:Enriquillo–Plantain Garden fault zone)의 이동으로 추정된다.

#### 2011년 대통령 선거
2010년 인기가수 출신인 미셀 마르텔리가 농민행동당(Repons Peyizan)을 창당하고, 대선 출마를 하여, 2011년 4월 20일 제44대 대통령에 당선되었으며, 2011년 5월 14일 수도 포르토프랭스 대통령궁 앞 광장에서 국내외 주요 인사 1,200여명이 참석한 가운데 아이티 대통령직에 공식 취임했다.

## 지리

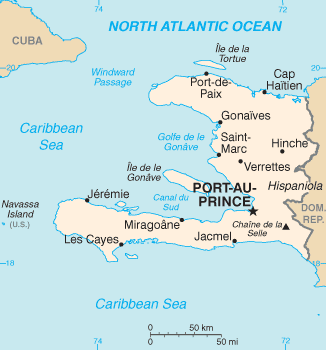
아이티 지도

아이티는 대앤틸리스 제도의 서쪽 지역에 있는 섬으로서 두 번째로 큰 섬이다. 아이티는 카리브 제도에서 쿠바와 도미니카 공화국에 이어 세 번째로 큰 나라이다. 쿠바와는 80km밖에 떨어져 있지 않다. 아이티의 지형은 산세가 드센 편이고 해안 지대에는 작은 평원과 강, 계곡이 있다. 가장 큰 농업 생산지이자 비옥한 계곡은 플랜 드 라르티보니트(Plaine de l'Artibonite)이다. 섬의 중앙과 동부 지역은 높은 고원이 있다. 가장 높은 곳은 픽 라 세예(Pic la Selle)로서 2,680 m이다. 도미니카 공화국과는 360km의 국경을 접하고 있다.
1925년 아이티는 열대우림 기후로 열대림으로 우거진 천국이어서 60%가 산악 지대를 이루어 숲이 많았다. 그 이후로 숲은 단지 2%만 사라져 그 지역은 비옥한 농토로 바뀌었다. 근래에 들어서는 침식이 산악 지대 인근에 심해지는데다 벌목이 주요 산업으로 떠오르고 있어 환경 파괴가 심각해지기도 했다. 때문에 아이티의 삼림 채벌 문제가 국제적으로 이슈가 되기도 하여 숲을 일구려는 지원이 있기도 했다. 성공적이지는 않지만 아이티는 단위 면적 당 생물다양성이 가장 높은 지역 중의 하나이기 때문에 환경단체의 관심이 집중되고 있다. 무려 6,000여 종 이상의 식물이 아이티에 살고 있으며 이 중 35%가 위기종이다. 새의 경우 220종이 서식하고 있으며 21종이 멸종위기종이다. 이렇게 생물 다양성이 높은 이유는 섬 내에도 해발고도와 지형적 요인으로 소기후가 나타나기 때문이다.

## 정치

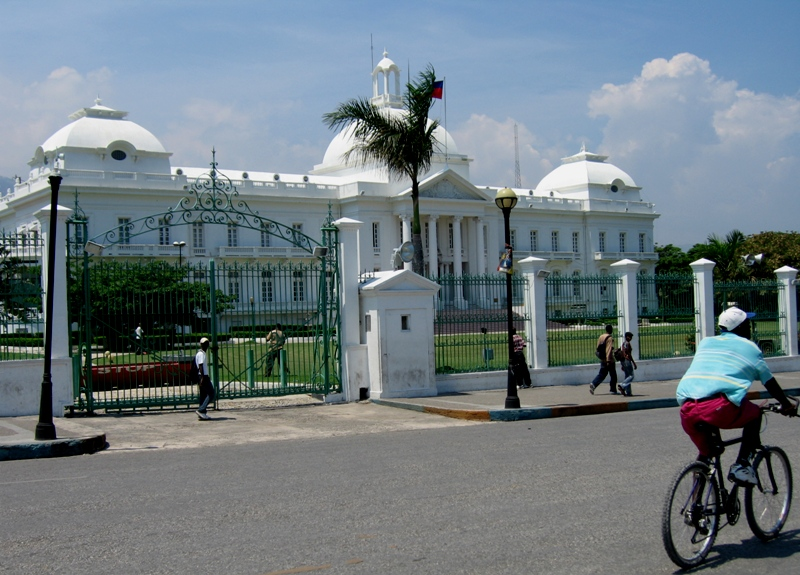
포르토프랭스의 대통령궁(2010년 아이티 지진으로 붕괴됨

이 나라는 대통령제 공화국이다. 대통령은 국민선거에 의해 선임되고 임기는 5년이다. 총리는 대통령이 지명하고 의회의 승인을 받아 임명한다. 정부의 장관은 총리가 대통령과 협의하여 선정한다. 인근 국가인 쿠바와는 다르게 공산국가는 아니다.
의회는 양원제(이원제)이며, 상하원 모두 의원은 국민의 직접 선거로 선출된다. 상원인 원로원은 27석, 임기는 6년으로 2년마다 3분의 1씩 다시 뽑는다. 하원인 대의원은 83석으로 임기는 4년이다.
아이티의 정치는 1804년 독립 이후 혼란이 뒤발리에 독재와 연이은 군부 쿠데타가 이어졌다. 군은 해체되어 2011년에도 UN평화유지군이 치안을 담당하고 있다.

## 행정 구역

아이티의 주

수도는 포르토프랭스이다. 아이티의 행정 구역 중 최상위의 것은 10개 주(département)이다. 아이티에서는 지방 자치권은 부여되지 않으며, 현재 중앙 정책의 집행 기관으로서의 역할을 한다. 2003년 이후부터 사용되고 있는 주 이름들과 그들의 주도는 다음과 같다.
1. 아르티보니트 주 - 고나이브
2. 중앙 주 - 앵슈
3. 그랑당스 주 - 제레미
4. 니프 주 - 미라고안
5. 북부 주 - 카프아이티엥
6. 북동부 주 - 포르리베르테
7. 북서부 주 - 포르드페
8. 서부 주 - 포르토프랭스 (수도)
9. 남동부 주 - 자크멜
10. 남부 주 - 레카이

## 경제

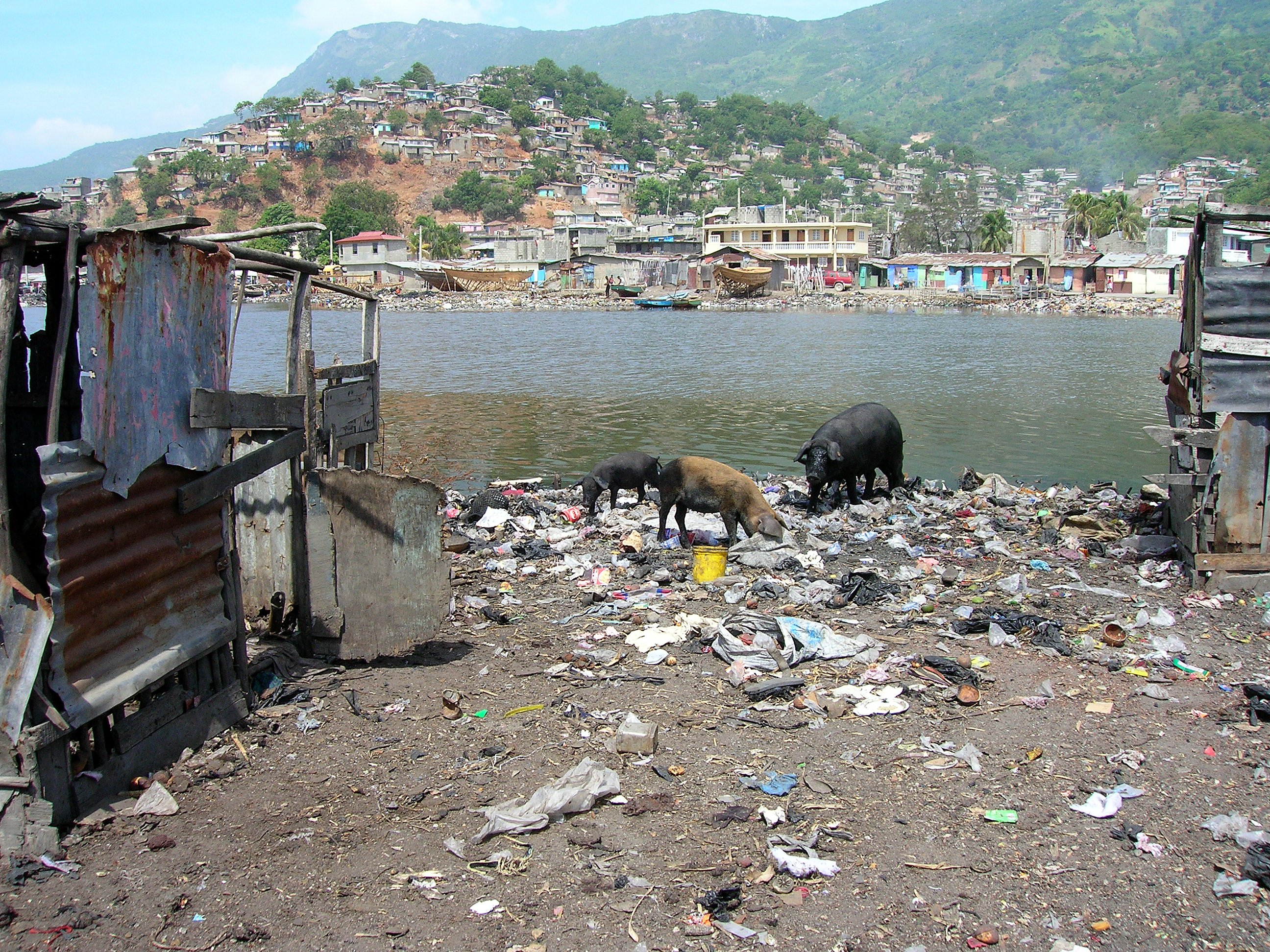
카파이샨의 슬럼

아이티는 서반구에서 가장 가난한 국가로 알려져 있으며, 국민의 80%가 열악한 빈곤 상태를 유지하고 있다. 또한 국민의 70% 가까이가 자급을 위한 소규모 농장에 의존하고 있으며, 경제 활동 인구의 3분의 2가 농업에 종사하고 있다. 규모가 영세한데다 관개시설 등 농업 인프라가 부족한 천수에 의존하는 전통적인 농법에 의지하고 있고, 과거 경작 토지의 황폐화 등에도 영향을 받아, 농업 생산성은 낮고, 식량 자급률은 45%, 쌀 자급률은 30% 미만이다. 따라서 항시적으로 식량 부족으로 식량 수요의 대부분을 해외에서 수입과 원조에 크게 의존하고 있지만, 인구의 약 절반에 해당하는 380만명은 만성적인 영양 실조 상태에 있다. 지속되는 기근과 식량난으로 인해 슬럼가에선 진흙으로 만든 진흙쿠키를 만들어 먹기도 하며 이는 복통과 설사와 같은 질병을 유발해 또다른 문제를 야기한다.
한때 프랑수아 뒤발리에 시대는 아이티가 국제적으로 고립되어 있었기 때문에, 음식의 자급은 가장 중요한 과제였으며, 정부의 보호 정책은 식량 자급률은 80%를 자랑했지만, 민주화 이후 미국 쌀이 다량으로 아이티에 들어갈 수 있어서 아이티의 쌀 가격은 급락했다. 안정적인 식사를 얻을 수 있게 되었지만, 한편 양과 질이 따라올 수 없는 아이티 쌀 농가들은 농사를 포기하고 도시로 일자리를 찾아가 아이티의 식량 자급률은 급락했다. 농민이 도시로 유입되면서, 실업률은 급증하고 반대로 빈부 격차를 낳게 된다.
이런 가운데 2007년 3월, 9월 호우, 8월, 10월, 12월의 열대성 폭풍우 등의 자연 재해로 인해 전국에서 약 4만 가구가 피해를 입었고, 아이티의 곡창 지대도 막대한 피해를 입었기 때문에 유엔의 긴급 호소가 여러 차례 나왔다. 자연 재해로 인한 식량 부족 때문에 국내 생산물의 가격이 상승했지만, 거의 같은 시기에 곡물의 국제 가격도 상승하여 다음 해 2월까지 식량 가격은 전년 대비 20% 이상 상승하고 있어 빈곤층은 음식을 구하기가 더욱 어려운 상태에 있었다. 이러한 식량 가격의 상승에 따른 영향은 시민의 시위, 폭동으로 발전했고, 총리가 해임되는 사태까지 발전하여 아이티의 생명줄을 미국이 쥐고 있다는 것을 아이티 국민들이 실감을 하였다.
1996년 취임한 프레발 대통령 이후 약간의 일자리가 창출되는 효과는 오르지 않았다. 국제적인 지원을 얻을 수 없었기 때문에, 필요로 하는 개발 지원을 확보하지 못한 상태에 있었다. 주요 외화 수입은 원두 커피의 수출 및 해외에 거주하는 아이티 사람의 송금과 국제 원조 정도였다.

## 기아문제
아이티의 기아문제는 심각한 상태이다. 아일랜드 NGO인 컨선월드와이드(Concern Worldwide), 독일의 NGO인 세계기아원조(Welthungerhilfe) 그리고 미국의 연구기관인 국제식량정책연구소(IFPRI)가 매년 발간하는 세계기아지수(GHI)에 따르면, 2016년 아이티의 기아지수는 100점 만점 중 36.9점으로 가장 심각한 기아점수를 기록한 중앙아프리카공화국의 46.1점과 비교해봐도 심각한 수준이다. 이는 조사 대상이었던 118개의 개발도상국 중 115위에 해당하는 수치로 아주 심각한 기아상태를 보여준다고 할 수 있다.

## 국민

### 인구

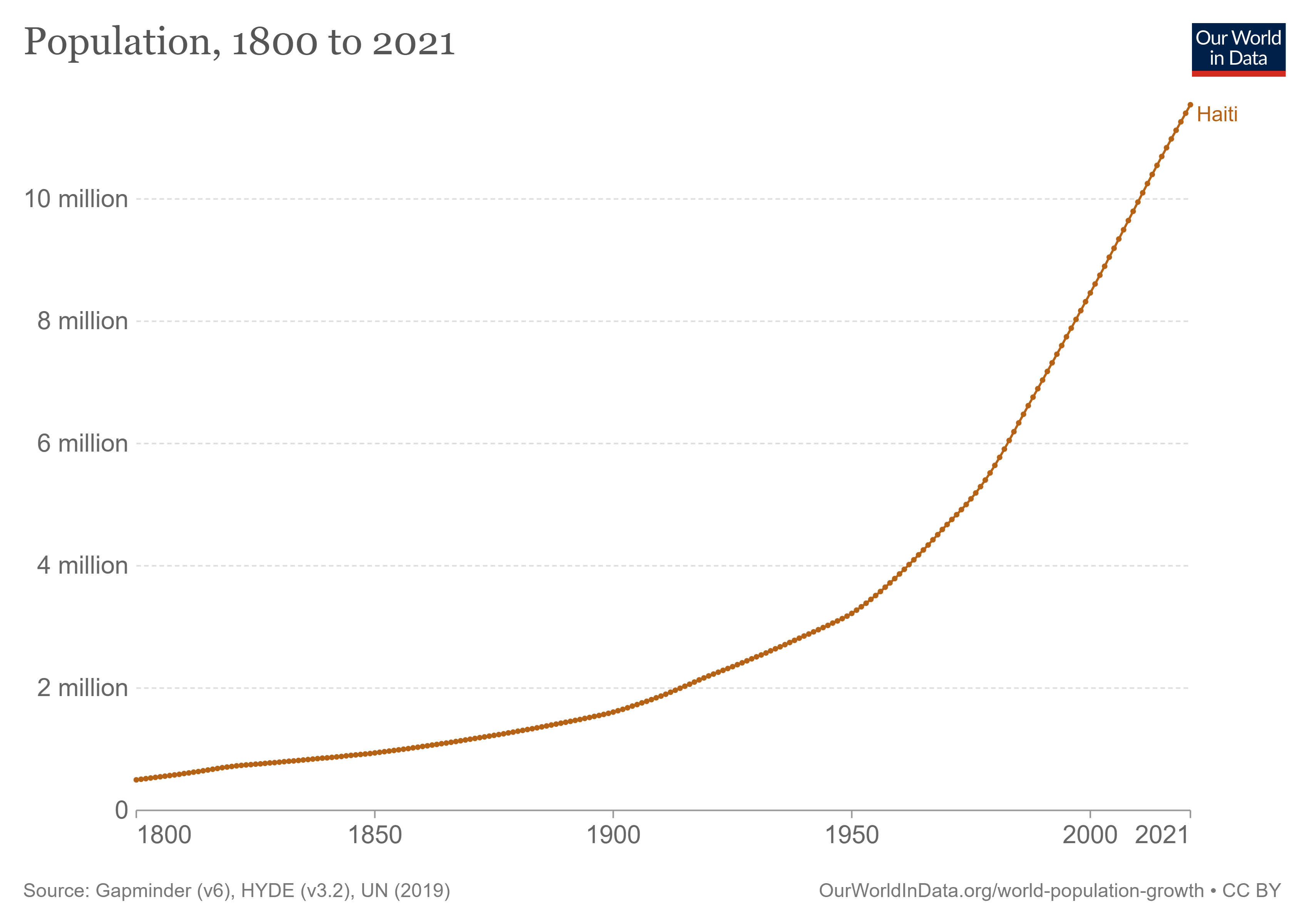
FAO의 1961년부터 2003년까지의 아이티 인구증가 그래프

아이티의 평균 인구 밀도는 270명/km2이다. 실제로 도시, 해안 평야 지대, 산간 부에 극도로 집중되어 있다.

### 민족
오래전 아프리카에서 유럽인에 의해 노예로 끌려온 흑인이 대부분이다. 혼혈민족 및 백인 등도 소수 있다. 아이티 사람의 약 95%가 아프리카계이고 나머지의 대부분은 물라토(백인과 아프리카인의 혼혈)이다. 엘리트인 물라토 및 기타 흑인 간의 경제적, 문화적, 사회적 격차가 현저하다. 그 수는 적지만 독립 후 중동에서 이민온 아랍계 아이티 사람이 존재한다. 식민지 시대에 아프리카에서 아이티에 끌려온 사람들의 뿌리는 세네감비아(현재 세네갈과 감비아), 월로프인, 밤바라인, 풀라인, 만딩고인과 같은 이슬람교를 믿는 사람들과 황금 해안(지금의 가나)의 환티인, 노예 해안(현재 나이지리아, 베냉)의 폰인, 이보인, 요루바인, 또는 콩고인, 앙골라인 등 매우 다방면에 걸쳐있지만, 아이티 흑인 문화 주류가 된 것은 다호메이 왕국(현 베냉) 출신의 폰인의 문화이며, 부두교와 조상 신앙 등 다호메 문화가 아이티에서 주류를 이루게 되었다. 아프리카 각지에 뿌리를 가지고 대립하고 있던 노예들은 다호메의 부두교를 통해 유대를 달성했다.
또한 빈곤에서 벗어나기 위해 해외로 이민한 난민도 적지 않고, 미국의 마이애미와 뉴욕(아이티 미국인), 캐나다의 몬트리올(아이티 캐나다인), 프랑스의 파리, 바하마, 도미니카 공화국에 큰 아이티 이민자 사회가 있다.

### 언어
1987년 헌법 5조 2항에 "크레올어와 프랑스어가 공용어이다."라고 규정하고 있다. 아이티는 프랑스어사용국기구(프랑코포니)의 정회원국이다. 주민들의 일상구어는 프랑스어에 기반을 둔 아이티 크레올어이며, 프랑스어는 학교 교육등에서 사용한다. 그 외에도 스페인어(국경지역에서 주로 쓰임), 영어도 국가의 주요 외국어로서 많이 쓰이며, 사실상 엘리트는 프랑스어를 사용하는 경우가 많다. 만약에 교육에서 필요하다면 영어, 스페인어 등을 선택할수도 있다. 특히 영어를 많이 선택하는 편이다.

### 종교
국교인 로마 가톨릭교회가 약 80%로 가장 많은 비중을 차지하며, 개신교가 16% 정도 있다. 부두교 등의 기타 종교가 4%를 차지한다. 기독교에 아프리카의 토착신앙 등의 요소가 혼합된 경우도 많다. 아프리카계의 베냉에 뿌리를 가진 종교인 부두의 관습도 있다.

### 교육
이 나라는 문맹률이 아메리카에서 가장 높은 나라로 알려져 있다. 6세부터 11세까지의 초등교육이 무상 의무교육이지만, 2003년 추계에 따르면 15세 이상 국민의 문명률은 아메리카에서 가장 낮은 52.9%이다. 주요 고등 교육 기관으로는 아이티 대학(1920년) 등이 있다.
하지만 국가의 경제가 좋지 않아서, 미국으로 유학을 보내는 경우도 극히 드물지는 않다.

## 문화

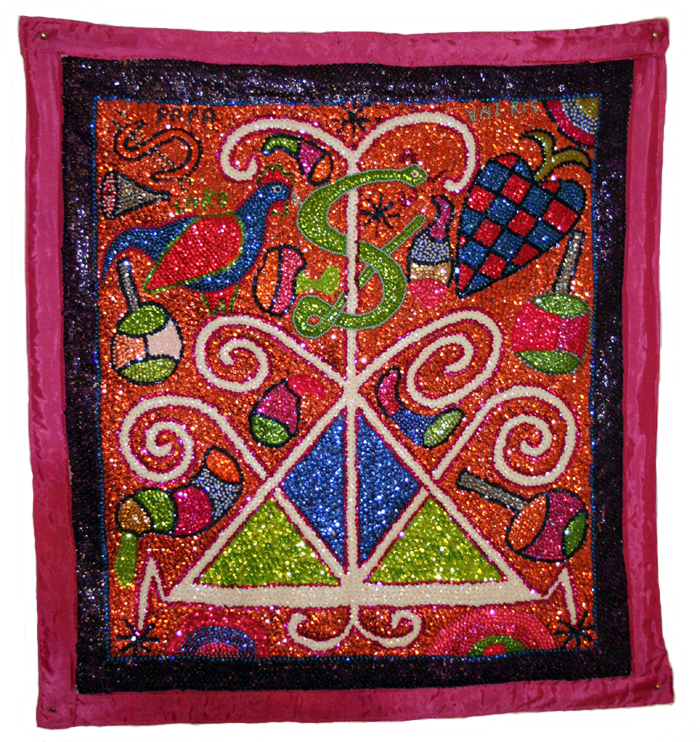
부두의 드라포(프랑스어로 깃발이라는 의미)

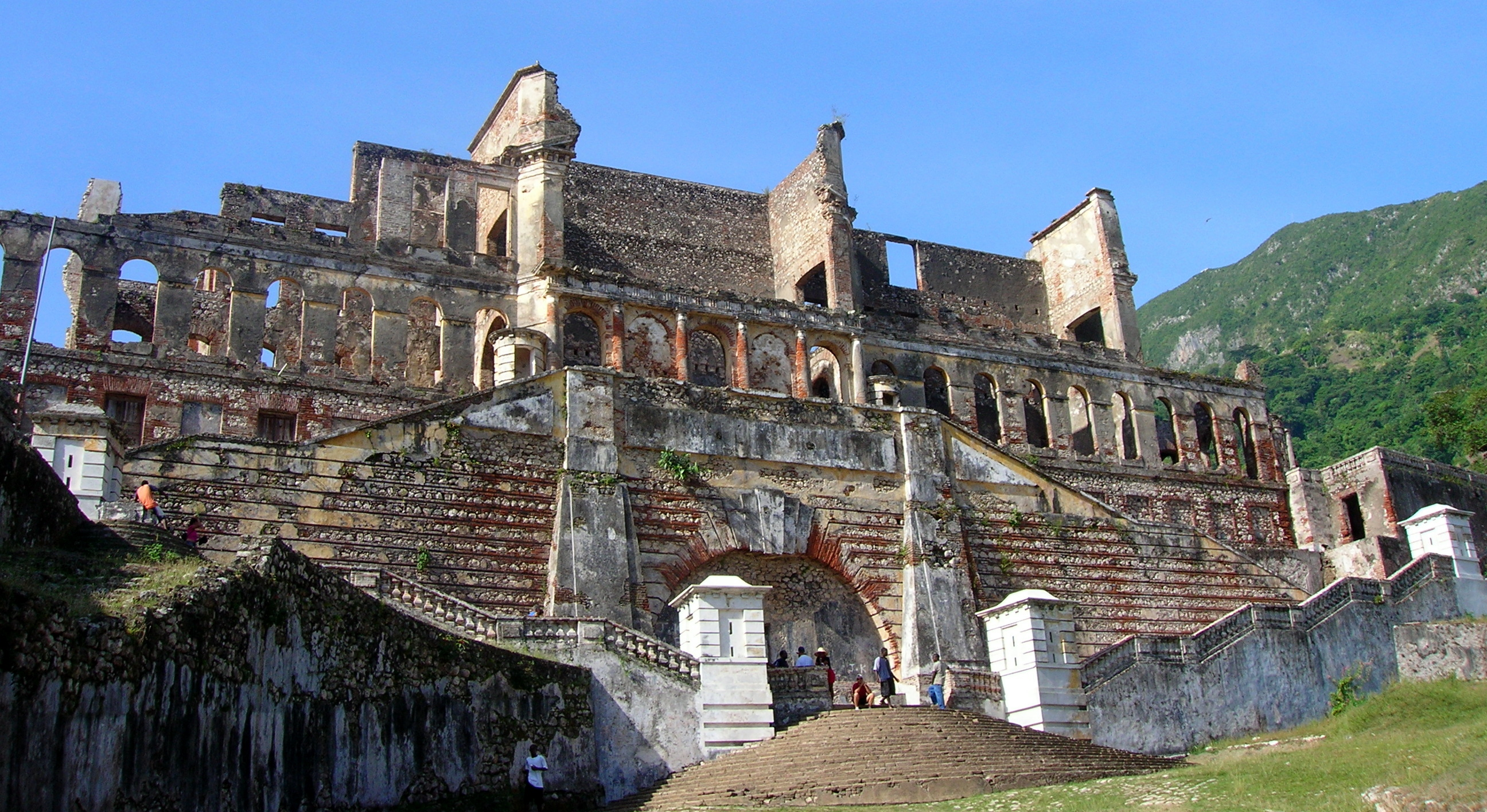
상 스시 궁전의 성채

독립 후 아이티는 프랑스 문화에 통합하려고 하는 도시의 물라토 계층과 아프리카, 인디오의 크리올적인 문화를 가진 농촌의 흑인 계층의 문화가 서로 충돌하였다. 엘리트인 물라토 계층은 농촌의 아프리카 문화의 가치를 모색했다. 그러나 1920년대 미군정 시기에, 점령에 대한 저항을 위해 민족주의 분위기가 고조된 속에서, 아프리카적인 민중 문화의 재평가가 이루어져 곧 이 운동은 아프리카 문화를 흑인주의에 연결시켜, 1930년대부터 1940년대 마르티니크의 에이메 세자르와 세네갈의 레오폴 세다르 상고르 등에 의한 네그리튀드 운동의 원류 중 하나가 되었다.

### 문학
19세기말부터 20세기 초에 한 무리의 지식인들이 국민 소설이라는 문학을 창시했다. "국민 소설"은 프랑스 문화를 습득한 아이티 지식인에 의해 쓰여졌기 때문에 프랑스 문화적인 배경이 없는 농촌 지역 주민의 문화와 단절되어 있었지만, 인종주의가 기승을 부리던 시대에 흑인 지식인에 의한 문학은 인종차별에 대한 저항과 국위 선양을 했다.
그 후 미군 점령기에 아프리카적인 아이티 농촌 문화와 부두교 가치의 재평가가 이루어졌다. 《아저씨는 이렇게 말했다》는 프랑스 문화를 스스로의 문화로 하고 있던 아이티의 지식인에게 심각한 충격을 주었으며, 곧 《아침 이슬의 통치자들》(1940)의 자크 루맨이나, 《연주하는 나무들》(1957)의 자크 스테펀 알렉시스에 의해서, 안디제니즘(원주민주의)에 근거한 《농민 소설》이라고 불리는 조류가 태어났다.
이후 뒤발리에 정권이 흑인주의를 흑인지상주의 인종차별에서 벗어나 독재 정권의 이념적 배경으로 끝내버린 것은 아이티의 지식인들에게 큰 좌절을 가져왔다. 이후 아이티 문학은 망명이나 국외 거주자에 의해 한 것이 주류가 되었고, 현대 아이티 문학에서 특히 유명한 작가로는 프란케치엔느, 에밀 올리비에 , 에드위지 당티카 등의 이름이 특히 꼽힌다.

## 대외 관계
아이티는 공산주의 국가인 쿠바와는 다르게 친서방 외교를 기준으로 하여, 정치 제도를 실시하고 있으며 현재 미셀 마르텔리가 집권하였다.

### 대한 관계
1962년 9월 22일 대한민국과 수교하였다. 대한민국과 1977년 무역협정과 1984년 경제·기술·문화 및 과학협력협정 그리고 1990년 사증면제협정을 맺었다. 아이티는 1988년 서울올림픽 IOC 정회원 참가국이기도 하며 당시 자국 선수,임원단을 서울에 파견하였다. 대한민국은 2007년에 식수환경개선사업으로 100만달러, 2008년에 허리케인 피해로 10만달러를 지원했고, 2010년 1월 지진이 일어나면서 대한민국이 국제구조단을 현지에 파견하였고, 대한민국 정부에서는 1천만 달러를 지원하기로 결정하였다. 아이티는 한국 전쟁 당시에 많은 자금을 대한민국에 지원한 적이 있었다.
1985년 11월 25일 주(駐) 아이티 상주공관을 설치하였으나, 1992년 1월 30일 주 아이티 상주공관이 철수하게 되어 주 베네수엘라 한국대사관이 겸임하다가 1998년 11월부터 주 도미니카 공화국 한국 대사관이 겸임하고 있다. 현대중공업은 아이티에 총 61.2Mw 규모의 발전기를 설치하는 공사를 수주하였으며 발전기 설치 및 시운전 감리를 위해 본사 및 협력회사 직원 6명을 아이티에 파견 중이다.
한편 아이티는 주한 대사를 주일 아이티 대사관을 통해 겸임 업무를 보는 중이다.

### 대미 관계
나배사섬에 대한 영유권은 현재 미국과 분쟁을 벌이고 있다.

### 대중 관계
아이티는 1950년대부터 중화민국과 수교 관계를 이어오고 있는 몇 안되는 나라에 속한다. 따라서 중화인민공화국과의 외교관계는 없다.

### 대 도미니카 공화국 관계
아이티는 같은 섬 동부에 있는 도미니카 공화국과 난민 문제로 심각한 갈등이 있다.